# 滝山団地

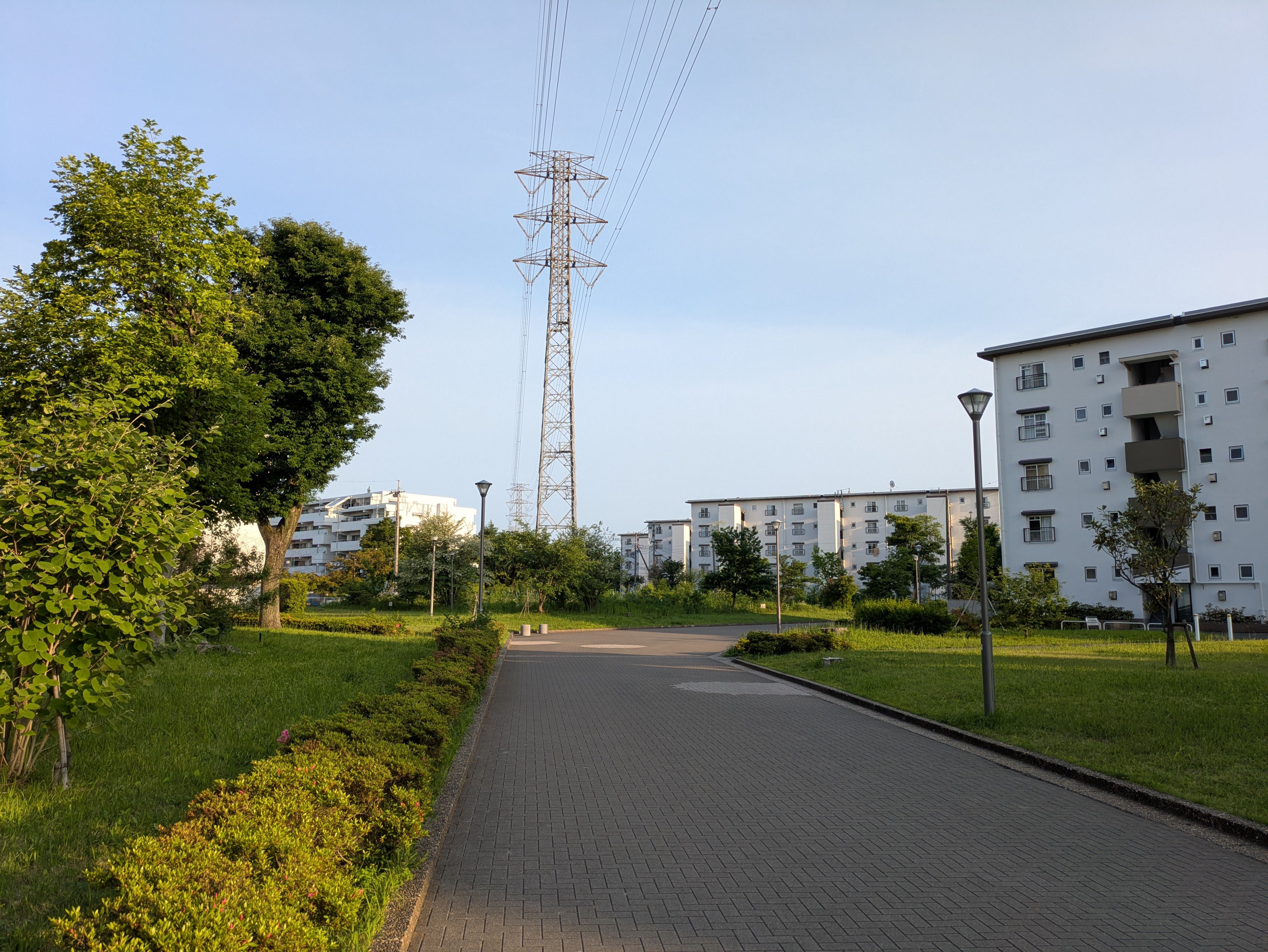
滝山団地（2025年5月）

滝山団地（たきやまだんち）は、東京都東久留米市滝山に所在する、旧日本住宅公団（現都市再生機構）が整備した公団住宅団地である。
なお本項では、滝山団地に隣接する「滝山第二団地（滝山団地第二住宅）」も、滝山団地に含めて扱う。

## 概要

### 建設の経緯
東京都心部の高度経済成長以降の住宅不足を解消するため、1955年（昭和30年）7月に日本住宅公団が設立され、東京都心から半径20～40kmの範囲に大規模団地が建設された。東久留米市においては、1959年（昭和34年）に入居開始したひばりが丘団地、1962年（昭和37年）に入居を開始した東久留米団地に続き、「小平・東村山都市計画 久留米土地区画整理事業」として、滝山団地が建設された。
日本住宅公団は1960年代後半から徐々に分譲住宅の割合を増やしていたが、滝山団地は総戸数の3分の2が分譲住宅であり、当時これほど分譲戸数の多い団地は他になかった。
滝山団地建設を含む「土地区画整理事業」は事業面積1,557,968 m2に及び、事業期間には1963年（昭和38年）4月から1969年（昭和44年）10月までの6年余を要した。
また滝山団地に続いて、公社久留米西団地（下里4丁目、1969年9月 - 1971年3月建設）も竣工している。なお当時、東久留米市はまだ市制施行前であり、北多摩郡久留米町であったが、町内に大規模団地が次々と建設されたことで人口を押し上げ、滝山団地の竣工翌年の1970年に市制施行して東久留米市となった。
また、ひばりが丘団地の竣工を受け、1959年には西武バスが団地への乗り入れを開始。続いて1960年代にも大規模団地の建設が続き、特に滝山団地の規模は大きかったため、当団地から各鉄道駅へのバス輸送を担当する新たな拠点が必要となり、団地完成と同年の1969年には西武バス滝山営業所が開設されるに至った。
滝山団地の竣工後、事業当時の「竣工記念碑」が滝山公園内に建碑され、2022年12月時点においても現認できる。

### 周辺の住宅団地
- 東京都住宅供給公社 久留米西住宅（久留米西団地、東久留米市下里4丁目ほか）
- 東京都住宅供給公社 久留米下里住宅（下里団地、東久留米市下里7丁目ほか）

## 沿革
- 1960年（昭和35年）
  - 旧日本住宅公団が用地買収に着手。この周辺は地図上では大字前沢の小字「滝山道（たきやまみち）[7]（滝ノ山道[8]）」及び大字下里の小字「前原」を含む地域であり、当時は広大な山林[9]であった。
  - 当時の航空写真（撮影年月日 1955/10/09(昭30) 、国土地理院「地図・空中写真閲覧サービス」）
  - 当時の航空写真（撮影年月日 1956/03/10(昭31) 、国土地理院「地図・空中写真閲覧サービス」）
- 1961年（昭和36年）
  - 同年11月27日から翌年3月31日までの期間、旧日本住宅公団が下里、柳窪、前沢地域の測量実施[10]。
- 1963年（昭和38年）
  - 4月、旧日本住宅公団「小平・東村山都市計画 久留米土地区画整理事業」開始。
- 1966年（昭和41年）
  - 旧日本住宅公団、「土地区画整理事業」の一環として大規模団地を建設する認可を取得。
  - 当時の航空写真（撮影年月日 1965/10/28(昭40)、国土地理院「地図・空中写真閲覧サービス」）
  - 当時の航空写真（撮影年月日 1966/11/03(昭41)、国土地理院「地図・空中写真閲覧サービス」）
- 1967年度（昭和42年度）
  - 「久留米住宅団地の計画」が日本都市計画学会石川奨励賞計画設計部門を受賞。
- 1968年（昭和43年）
  - 当時の航空写真（撮影年月日 1968/05/09(昭43)、国土地理院「地図・空中写真閲覧サービス」）
  - 1月、「前沢団地[注釈 1]」内の店舗用地（43区画）の分譲告知[11]。
  - 7月、前沢地区に建設中の団地の名称が「滝山団地」と決まり、入居者の募集を告知（申込受付期間7月1日から5日）[12]。
  - 9月1日、久留米町立第七小学校開校（仮校舎旧一小分校）。
  - 同日、久留米町立西中学校開校（仮校舎旧久留米中学校内[注釈 2]）。
  - 11月28日、第七小学校が現在地に完成した新校舎に移転。
  - 12月、滝山団地1街区入居開始。
  - 12月16日、西中学校が現在地に完成した新校舎に移転。
- 1969年（昭和44年）
  - 1月、滝山団地2街区入居開始。
  - 1月、西武バス滝山営業所が落成、のち営業開始。
  - 2月、滝山団地3街区入居開始。
  - 4月、滝山団地自治会設立。
  - 10月、旧日本住宅公団の「小平・東村山都市計画 久留米土地区画整理事業」竣工。
- 1970年（昭和45年）
  - 滝山中央名店会発足。
  - 4月、久留米町立第九小学校開校（第七小の一部学区域が変更）。
  - 10月1日、市制移行。自治体名称を東久留米市へ改称。
  - 同日、滝山一丁目〜七丁目の住居表示を施行。
  - 11月、滝山第二団地（滝山団地第二住宅） 入居開始。
- 1975年（昭和50年）
  - 4月、東久留米市立滝山小学校開校（第七小と第九小の一部学区域が変更）。
- 1987年（昭和62年）
  - 4月、住宅・都市整備公団（当時）職員寮であった1街区2号棟（36戸）が賃貸住宅（滝山東） となり、入居開始。
- 2004年（平成16年）
  - 3月31日、東久留米市立滝山小学校閉校（第九小学校と統合。心身障害学級は第七小学校と統合）。

## 団地の仕様

### 基本データ
- 戸数 - 3216戸（分譲2120、賃貸1096）
竣工当初は3180戸（分譲2120、賃貸1060）[13]
- 入居開始 - 1968年
- 住所
  - 滝山団地 - 東京都東久留米市滝山六丁目
  - 滝山第二団地（滝山団地第二住宅） - 東京都東久留米市滝山二、三丁目
- 小学校区 - 東久留米市立第七小学校および第九小学校
- 中学校区 - 東久留米市立西中学校および下里中学校

| 街区名                          | 住所                              | 形態                              | 棟                                | 戸数 | 入居       |
| ------------------------------- | --------------------------------- | --------------------------------- | --------------------------------- | ---- | ---------- |
| 滝山団地1街区                   | 滝山六丁目1番地                   | 賃貸                              | 006-1-2号棟 (滝山東)              | 36   | 1987年4月* |
| 滝山団地1街区                   | 滝山六丁目1番地                   | 賃貸                              | 6-1-3～27号棟                     | 1060 | 1968年12月 |
| -                               | 賃貸戸数 合計                     | 賃貸戸数 合計                     | 賃貸戸数 合計                     | 1096 |            |
| 滝山団地2街区                   | 滝山六丁目2番地                   | 普通分譲**                        | 6-2-1～16号棟                     | 640  | 1969年1月  |
| 滝山団地3街区                   | 滝山六丁目3番地                   | 特別分譲**                        | 6-3-1～16号棟                     | 760  | 1969年2月  |
| 滝山第二団地 (滝山団地第二住宅) | 滝山二丁目5番地                   | 分譲                              | 2-5-1～10号棟                     | 720  | 1970年11月 |
| 滝山第二団地 (滝山団地第二住宅) | 滝山三丁目1番地                   | 分譲                              | 3-1-1～13号棟                     | 720  | 1970年11月 |
| -                               | 分譲戸数 合計                     | 分譲戸数 合計                     | 分譲戸数 合計                     | 2120 |            |
| -                               | 滝山団地 総戸数（賃貸・分譲合計） | 滝山団地 総戸数（賃貸・分譲合計） | 滝山団地 総戸数（賃貸・分譲合計） | 3216 |            |

* 1街区2号棟は竣工当初は日本住宅公団職員寮であった
**「普通分譲」は土地代を一時金とする方式による分譲（50〜100万円程度）、「特別分譲」は一時金の額を一律（30万円）とし当初のローン返済額を同型賃貸の家賃並みに設定した分譲

### 歩車分離設計
日本初の「歩行者専用道路」導入
団地内および隣接する住宅地での徹底した歩車分離による歩行者空間の確保を図るため、同地区内を南北に貫く幅10mの遊歩道が、同地区内に東西250-300mおきに全部で5路線設けられている。この遊歩道はいずれも公道（市道）として登録された「歩行者専用道路」であり、他の公道と接する「交差点」においては歩行者専用道路の道路標識が設置されている。
団地内だけに設置される「敷地内通路」ではなく、住宅地区全体に道路法に基づく「歩行者専用道路」を公共施設として導入した設計は、日本の道路設計・団地設計どちらにおいても初の試みであった。この住宅団地設計は「久留米住宅団地の計画」として、1967年度（昭和42年度）日本都市計画学会石川奨励賞を受賞した。
最長1.2kmの「歩行者専用道路」
滝山地区の歩行者専用道路は、北側の新所沢街道から南側の新青梅街道までの最長約1.2kmに及んでおり、地区内を東西に貫くバス通りとの交差部分には5つの路線バス停留所（後述「バス停留所」参照）が設置され、住宅地と結ばれた設計になっている。歩行者専用道路の両側に建設される一般住宅については、門や垣根を開放的なものにして、個人住宅の庭と道路の植栽とが一体的な空間を構成するように計画された。歩行者専用道路は学校、公共施設、商業施設とも繋がり、緑の軸として機能している。少子高齢化が進む中で歩行者専用道路は高齢者や子どもにとって安全なコミュニティ空間として、現在でも重要な役割を果たしている。

## 地名「滝山」の由来
滝山団地の「滝山」の地名は、当該団地を含む地域・区域において旧日本住宅公団が土地区画整理事業を行った際に、旧北多摩郡久留米町（現：東久留米市）により「滝山」（1丁目 - 7丁目）の町名が付されたものである。地名として初めて「滝山」の名が付されたのは1969年（昭和44年）9月3日、「久留米土地区画整理事業」実施地区内の土地の換地処分によるものである。また、住居表示として「滝山」の地名が付されたのは、東久留米市の市制施行と同日の1970年（昭和45年）10月1日、住居表示法に基づき、旧久留米町内の小金井街道から西側の地域において実施された、地番から住居表示への市内では4回目の変更によるものである。
当該地域は、旧久留米村が成立する以前の「前沢村」および「下里村」に含まれる地域に相当し、その後に旧村合併により成立した旧久留米村においては、大字を付した「大字前沢」「大字下里」と呼称されていた。この大字前沢の中の小字に、かつて「滝山道 (みち) 」と称される地域があった。現在の小金井街道と所沢街道とが交わる前沢交差点より所沢街道沿い西方に位置する、現在の滝山1丁目から八幡町2丁目周辺地域に相当し、この付近（現在の東久留米市八幡町2丁目10-10）には旧「成蹊学校」（のちの久留米小学校西分校、昭和43年廃校）および村役場が設置されていた。なお、この旧「成蹊学校」は、東京都武蔵野市に所在する成蹊学園とは無関係である。
上記地域が「滝山道」と呼称されたことに関連して、東久留米市教育委員会発行の『くるめの文化財 第6号』の中で「前沢宿から八幡神社前を通り、所沢街道を抜け、金塚、小平方面へと続く道の、金塚付近より南下する道」のことを、かつては「滝山道」と称されていたと説明されている。この道の名の由来は、現在の八王子市滝山町にかつてあった「旧滝山城」及び、その支城といわれる現在の所沢市本郷に位置する「滝の城」（本郷城）の二つの城をつなぐ旧道を意味していたとみられる。
また、旧久留米村のほかに旧清瀬村や旧保谷村などの複数の北多摩の周辺自治体においても、地名の傾向に「布田道西」「府中道西」「所澤道東/西」「東京道」「往還北/南」「大山道東/西」といった「（地名）道」の例が多く確認されており、これらの例の多くが、付近の街道の先に当該地が位置されることにちなむ命名であることから、「滝山道」についても「旧滝山城」を含む現在の八王子市滝山町周辺にちなんだ地名と解されている。

## 著しい高齢化
他の団地でもよく見られるように、竣工当時の住宅取得層にあたる年齢層が突出して多いという人口構造である。そのため、竣工から約50年を経た現在では、周辺地域と比較して突出して高齢化が著しい。
| 年次   | 地区     | 滝山二丁目 | 滝山三丁目 | 滝山六丁目 | 東久留米市（参考） |
| ------ | -------- | ---------- | ---------- | ---------- | ------------------ |
| 2010年 | 総人口   | 757人      | 1,313人    | 4,811人    | 116,546人          |
| 2010年 | 高齢化率 | 40.3%      | 37.5%      | 37.0%      | 23.5%              |
| 2015年 | 総人口   | 700人      | 1,247人    | 4,395人    | 116,632人          |
| 2015年 | 高齢化率 | 46.0%      | 39.4%      | 46.9%      | 26.9%              |
| 2020年 | 総人口   | 623人      | 1,196人    | 4,038人    | 115,271人          |
| 2020年 | 高齢化率 | 49.8%      | 39.6%      | 50.5%      | 28.4%              |

※総人口には年齢不詳を含む

### 滝山あんしんつながりの家
滝山団地居住者の高齢化への対策として、市が策定した「東久留米市 都市計画マスタープランでは「高齢者が安心して住み続けられる住環境の整備」を掲げている。
2012年には、「少子高齢社会の暮らしの支援」と「安全・安心の環境づくり」を目的とした実践的な研究「滝山団地プロジェクト」が、独立行政法人都市再生機構 (UR) 、滝山団地自治会、日本社会事業大学の連携により実施された。このプロジェクトの成果のひとつに、滝山団地内の既存集会所を改修して作られた「滝山あんしんつながりの家」がある。「滝山あんしんつながりの家」は、見守り・共助・多世代交流などを目的とした「コミュニティづくりの拠点」として運営されている。

## 行事・イベント
- 滝山・前沢みんなの夏祭り

1977年（昭和52年）から続く、例年8月下旬の土曜・日曜日の2日間に開催されている祭り。小金井街道から新小金井街道に挟まれた「滝山中央通り」の当該区間を歩行者天国にし、その周辺で行われる。過去には現行の歩行者天国区間に加え、西武バス滝山営業所近辺までの西側の周辺も歩行者天国の区間に設定されていた。
- 愛知県の奥三河地方（北設楽郡等）に伝承される霜月神楽「花祭」（重要無形民俗文化財）が、関係者の縁により滝山地区で継承され、1993年から「東京花祭り」として毎年秋冬の時期に実施されている[30][31][32]。

## 交通

### 鉄道
滝山団地地区を経由もしくは終点とする路線バスが発着する鉄道は、以下の3路線の5つの駅となる。
- 西武新宿線
  - 花小金井駅（発着バス系統番号：花01、花02、清03-1）
- JR中央本線
  - 武蔵小金井駅（発着バス系統番号：武14、武15、武21、武21-1）
- 西武池袋線
  - 東久留米駅（発着バス系統番号：久留52、武21）
  - 清瀬駅（発着バス系統番号：清03、清03-1、清11）
  - ひばりヶ丘駅（発着バス系統番号：ひばり81、ひばり82）

### バス
滝山団地地区を経由するバスは西武バスが運行しており、滝山営業所（一部系統は小平営業所が担当）が担当する。
バス停留所
- 滝山営業所(※)（始発、一部路線を除く） - Google Maps – 滝山営業所（バス） (Map). Cartography by Google, Inc. Google, Inc.
- 滝山団地 - Google Maps – 滝山団地（バス） (Map). Cartography by Google, Inc. Google, Inc.
- 滝山五丁目 - Google Maps – 滝山五丁目（バス） (Map). Cartography by Google, Inc. Google, Inc.
- 団地センター - Google Maps – 団地センター（バス） (Map). Cartography by Google, Inc. Google, Inc.
- 滝山三丁目 - Google Maps – 滝山三丁目（バス） (Map). Cartography by Google, Inc. Google, Inc.
- 滝山団地入口 - Google Maps – 滝山団地入口（バス） (Map). Cartography by Google, Inc. Google, Inc.
- 滝山団地中央(※) - Google Maps – 滝山団地中央（バス） (Map). Cartography by Google, Inc. Google, Inc.
- センター北(※) - Google Maps – センター北（バス） (Map). Cartography by Google, Inc. Google, Inc.

 太文字は当初から設計された停留所。(※)は新規バス路線の設置等により追加設置された停留所。
バス路線図
- 西武バス 路線図（滝山営業所 ）
- 西武バス 路線図（小平営業所 ）

西武バス以外の運行事業者による近隣のバス路線としては、銀河鉄道バスによる東村山駅方面への循環路線があり、近隣の久留米西団地内に停留所が1か所設置されている。

## 滝山団地周辺と関連のある作品等
映画
- 映画『海よりもまだ深く』（2016年公開） - 監督:是枝裕和監督、出演:阿部寛、樹木希林
  - 是枝裕和監督自身の幼少期から青年期までをモデルにした作品[33]。作中での舞台は「旭が丘団地」（清瀬市）。
- 映画『あちらにいる鬼』（2022年公開） - 監督:廣木隆一、出演:寺島しのぶ、豊川悦司、広末涼子
  - 瀬戸内寂聴の半生をモデルにした作品[34][35]。作中の舞台は「桜上水団地」（世田谷区）。

テレビドラマ
- テレビドラマ『日曜の夜ぐらいは…』（2023年4月-7月放送、全10話、朝日放送・テレビ朝日系）
  - 主に「6-2街区」内の遊歩道や棟の建物外観・階段等、小公園内での撮影[36]された。撮影協力として全話で「滝山団地」のクレジットあり。
- テレビドラマ『時をかけるな、恋人たち』（2023年10月- 放送、第1話・第3話・第7話・第8話、関西テレビ・フジテレビ系）
  - 滝山団地内の遊歩道・桜並木・小公園等で撮影された。ロケーション協力として「滝山団地」のクレジットあり。
- テレビドラマ『おかしな刑事』（2024年1月6日、テレビ朝日）
  - 滝山団地「6-3街区」内の西集会所向かいの事務室で撮影された。ロケーション協力として「滝山団地」のクレジットあり。
- テレビドラマ『団地のふたり』（2024年9月1日 - 11月3日、全10回、NHK BS）[37]
  - 滝山団地内の遊歩道・桜並木・小公園等で撮影された。
- テレビドラマ『しあわせは食べて寝て待て』（2025年4月1日 - 5月27日、全9話、NHK総合〈ドラマ10〉）[38]
特別番組『しあわせは食べて寝て待て ありがとうSP』（2025年5月24日、NHK）
  - 滝山団地内の遊歩道・桜並木・小公園等で撮影された。

テレビバラエティ
- THE突破ファイル（日本テレビ系列、2025年7月24日放送）
  - 滝山団地内の複数の棟前、桜並木、公園、遊歩道、管理組合事務所・集会所、滝山5丁目周辺でアクションシーンの撮影[39][40]。
「協力 滝山団地」のクレジットあり。

ウェブCM
- 『櫻坂46 新メンバーオーディション』（2024年8月公開、映像 - YouTube）[41]
  - 桜並木、小公園等のシーンを撮影

書籍・記事等
- 原武史『滝山コミューン一九七四』
  - 著者が滝山団地で暮らした小学生時代を基に描いた回顧ノンフィクション作品（単行本 ISBN 978-4062139397 /文庫版 ISBN 978-4062766548）。
- 原武史『空間と政治（2022）』（第14回「清瀬／ひばりが丘団地／滝山団地」）[42]
  - 放送大学の授業の中で滝山団地を取り上げた回が放送された。
- 読売新聞『［昭和を歩く］＜４＞団地が先取り 「総中流」意識』（2025年1月13日）[43]
  - 　日本住宅公団（現・UR都市機構）による「団地」についての特集記事の中でUR団地の一つとして取り上げられている。